# کنوتبوهرن
کنوتبوهرن (به آلمانی: Knutbühren) یک منطقهٔ مسکونی در آلمان است که در گوتینگن واقع شده‌است.